# Łotrostwo
Łotrostwo - funkcjonujące w średniowieczu określenie zawodowo uprawianego rozboju i kradzieży.